# Cieux (Haute-Vienne)
Pour les articles homonymes, voir Cieux.
Cieux (Síus en occitan, prononcé « Ci ») est une commune française située dans le département de la Haute-Vienne, en région Nouvelle-Aquitaine.
Ses habitants sont appelés les Ciellois ou Cieunois.

## Géographie

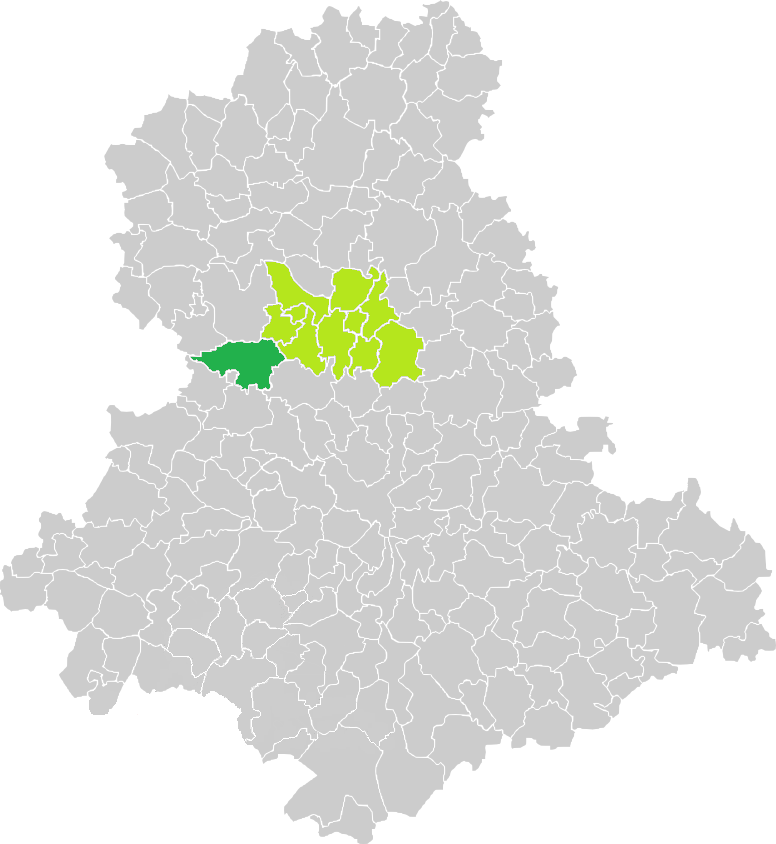
Situation de la commune de Cieux en Haute-Vienne.

Longtemps réputée pour son plan d'eau, celui-ci est désormais fermé au public. Son grand étang privé est réservé à la pêche.

### Localisation et accès
L'intersection du 46e parallèle nord et du 1er méridien à l'est de Greenwich se trouve sur le territoire de la commune (voir aussi le Degree Confluence Project).

### Communes limitrophes
| Montrol-Sénard | Blond             | Vaulry    |
|                | Cieux             | Chamboret |
| Javerdat       | Oradour-sur-Glane | Peyrilhac |

### Lieux-dits
La commune de Cieux comprend 45 villages : Arnac, la Basse-Forêt, Bellevue, la Betoulle, les Boisgilles, le Boismorand, Boscartus, le Boucheron, la Brousse, Cinturat, Chantegros, Charrat, le Châtenet, le Chêne-Pignier, la Chèze, les Cros, Fromental, la Genette, le Grand-Bost, Grateresse, la Jarrige, les Lathières, Lavalette, Lavaud, Lignac, Loutre, la Martinerie, le Mas-de-Lesterps, le Mas-Vieux, Monsac, le Montazeaud, Ovier, Pacage-Jo, la Peine, Pérignanas, les Petits-Hors, Poliiserie, la Pouyade, Pranaud, Prenlis, Puymenier, la Rougière, le Theil, Vechèze, Villeforceix.
Elle compte également des habitations isolées qui ne sont pas considérées comme des villages.

### Climat
Pour des articles plus généraux, voir Climat de la Nouvelle-Aquitaine et Climat de la Haute-Vienne.
Historiquement, la commune est exposée à un climat océanique limousin.  
En 2020, Météo-France publie une typologie des climats de la France métropolitaine dans laquelle la commune est exposée à un climat océanique altéré et est dans une zone de transition entre les régions climatiques « Poitou-Charentes » et « Ouest et nord-ouest du Massif Central ».
Pour la période 1971-2000, la température annuelle moyenne est de 11,3 °C, avec une amplitude thermique annuelle de 14,9 °C. Le cumul annuel moyen de précipitations est de 1 037 mm, avec 13,5 jours de précipitations en janvier et 7,7 jours en juillet. Pour la période 1991-2020, la température moyenne annuelle observée sur la station météorologique la plus proche, située sur la commune de Nantiat à 10 km à vol d'oiseau, est de 12,0 °C et le cumul annuel moyen de précipitations est de 1 099,6 mm,. Pour l'avenir, les paramètres climatiques de la commune estimés pour 2050 selon différents scénarios d’émission de gaz à effet de serre sont consultables sur un site dédié publié par Météo-France en novembre 2022.

## Urbanisme

### Typologie
Au 1er janvier 2024, Cieux est catégorisée commune rurale à habitat très dispersé, selon la nouvelle grille communale de densité à sept niveaux définie par l'Insee en 2022.
Elle est située hors unité urbaine. Par ailleurs la commune fait partie de l'aire d'attraction de Limoges, dont elle est une commune de la couronne,. Cette aire, qui regroupe 127 communes, est catégorisée dans les aires de 200 000 à moins de 700 000 habitants,.

### Occupation des sols

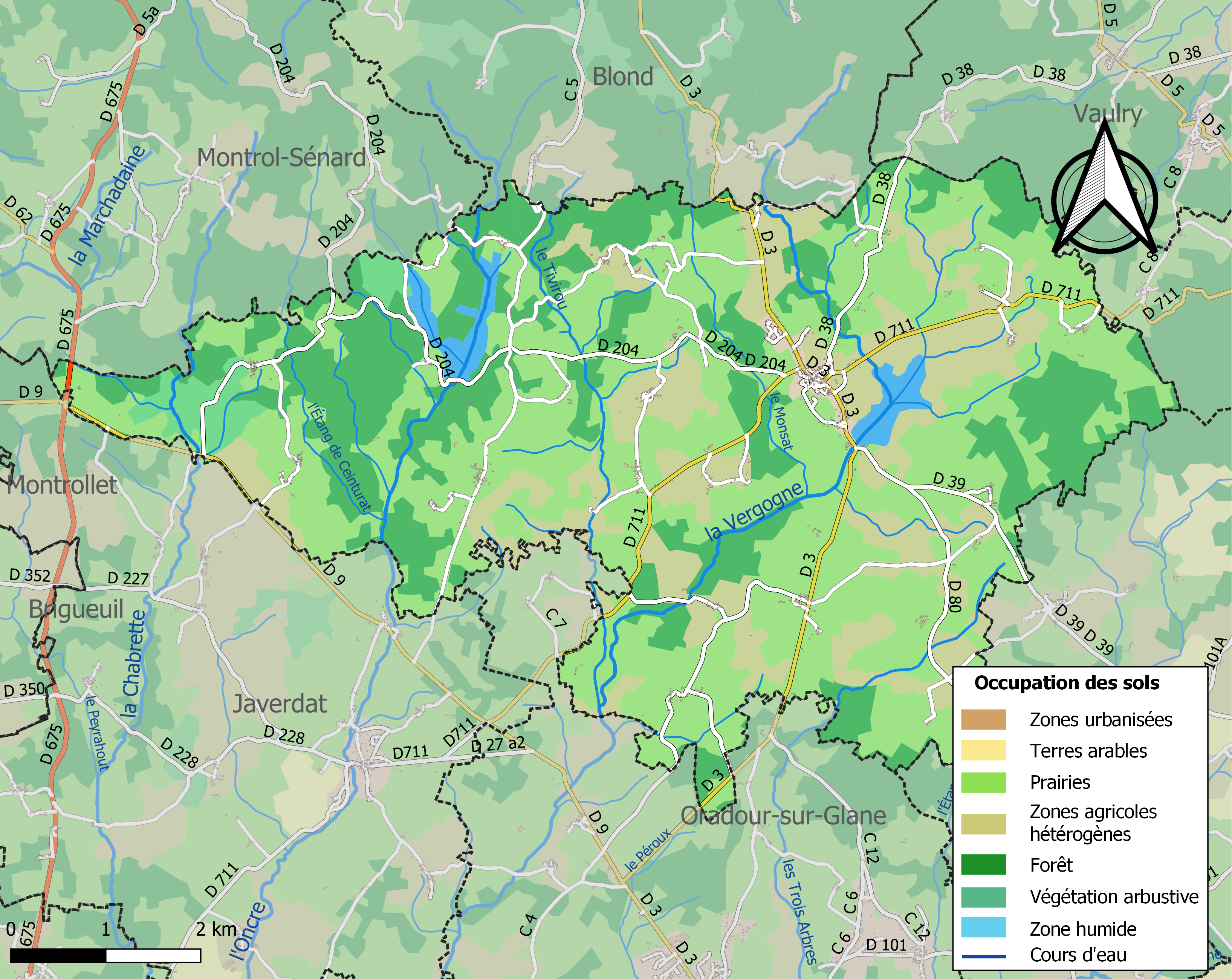
Carte des infrastructures et de l'occupation des sols de la commune en 2018 (CLC).

L'occupation des sols de la commune, telle qu'elle ressort de la base de données européenne d’occupation biophysique des sols Corine Land Cover (CLC), est marquée par l'importance des territoires agricoles (70 % en 2018), en diminution par rapport à 1990 (71,1 %). La répartition détaillée en 2018 est la suivante : 
prairies (51,9 %), forêts (24,9 %), zones agricoles hétérogènes (18,2 %), milieux à végétation arbustive et/ou herbacée (2,2 %), eaux continentales (2 %), zones urbanisées (0,8 %).
L'IGN met par ailleurs à disposition un outil en ligne permettant de comparer l’évolution dans le temps de l’occupation des sols de la commune (ou de territoires à des échelles différentes). Plusieurs époques sont accessibles sous forme de cartes ou photos aériennes : la carte de Cassini (XVIIIe siècle), la carte d'état-major (1820-1866) et la période actuelle (1950 à aujourd'hui).

### Risques majeurs
Le territoire de la commune de Cieux est vulnérable à différents aléas naturels : météorologiques (tempête, orage, neige, grand froid, canicule ou sécheresse) et séisme (sismicité faible). Il est également exposé à un risque particulier : le risque de radon. Un site publié par le BRGM permet d'évaluer simplement et rapidement les risques d'un bien localisé soit par son adresse soit par le numéro de sa parcelle.

#### Risques naturels

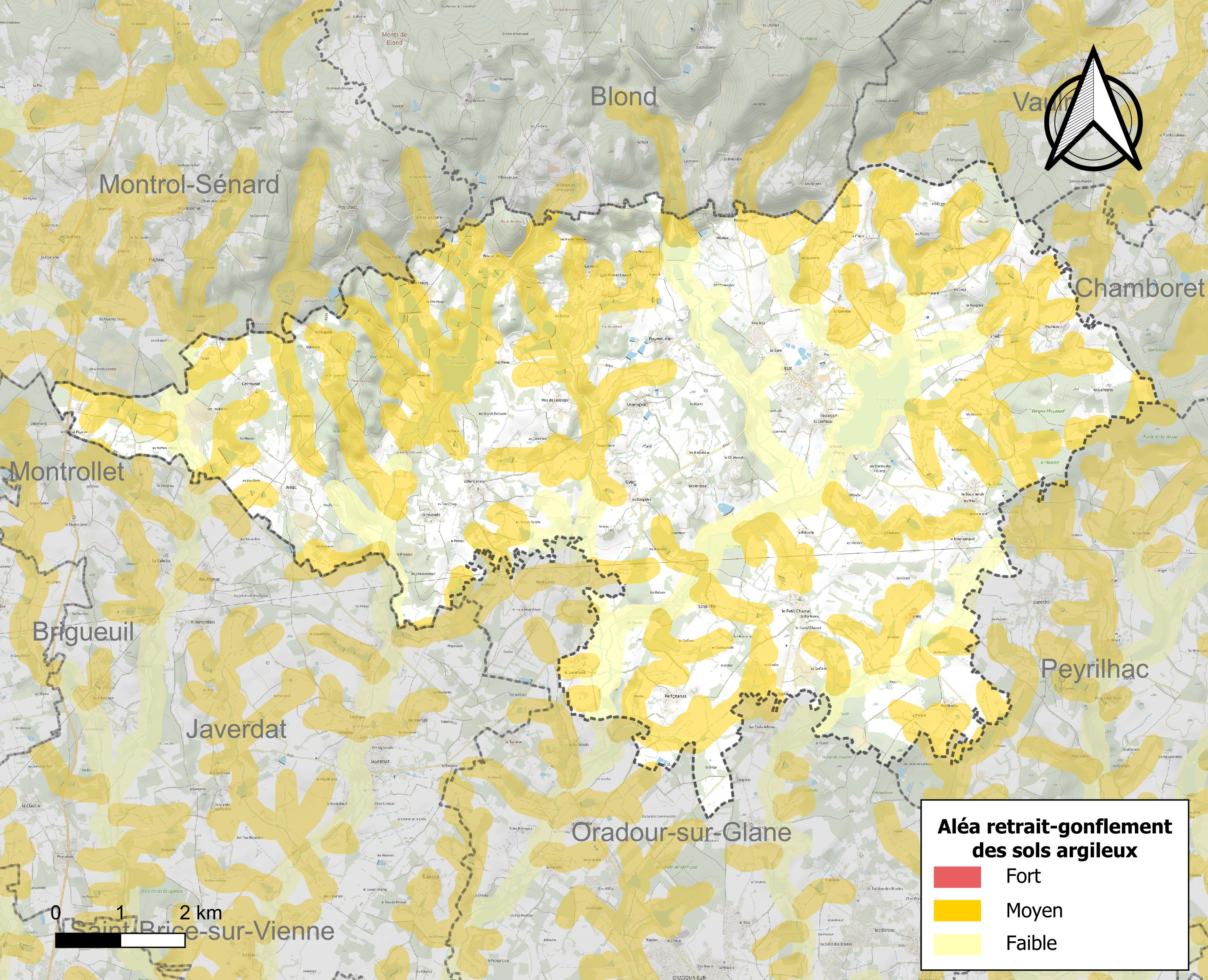
Carte des zones d'aléa retrait-gonflement des sols argileux de Cieux.

Le retrait-gonflement des sols argileux est susceptible d'engendrer des dommages importants aux bâtiments en cas d’alternance de périodes de sécheresse et de pluie. 38,7 % de la superficie communale est en aléa moyen ou fort (27 % au niveau départemental et 48,5 % au niveau national métropolitain). Depuis le 1er octobre 2020, en application de la loi ÉLAN, différentes contraintes s'imposent aux vendeurs, maîtres d'ouvrages ou constructeurs de biens situés dans une zone classée en aléa moyen ou fort,.
La commune a été reconnue en état de catastrophe naturelle au titre des dommages causés par les inondations et coulées de boue survenues en 1982 et 1999 et par des mouvements de terrain en 1999.

#### Risque particulier
Dans plusieurs parties du territoire national, le radon, accumulé dans certains logements ou autres locaux, peut constituer une source significative d’exposition de la population aux rayonnements ionisants. Selon la classification de 2018, la commune de Cieux est classée en zone 3, à savoir zone à potentiel radon significatif.

## Histoire

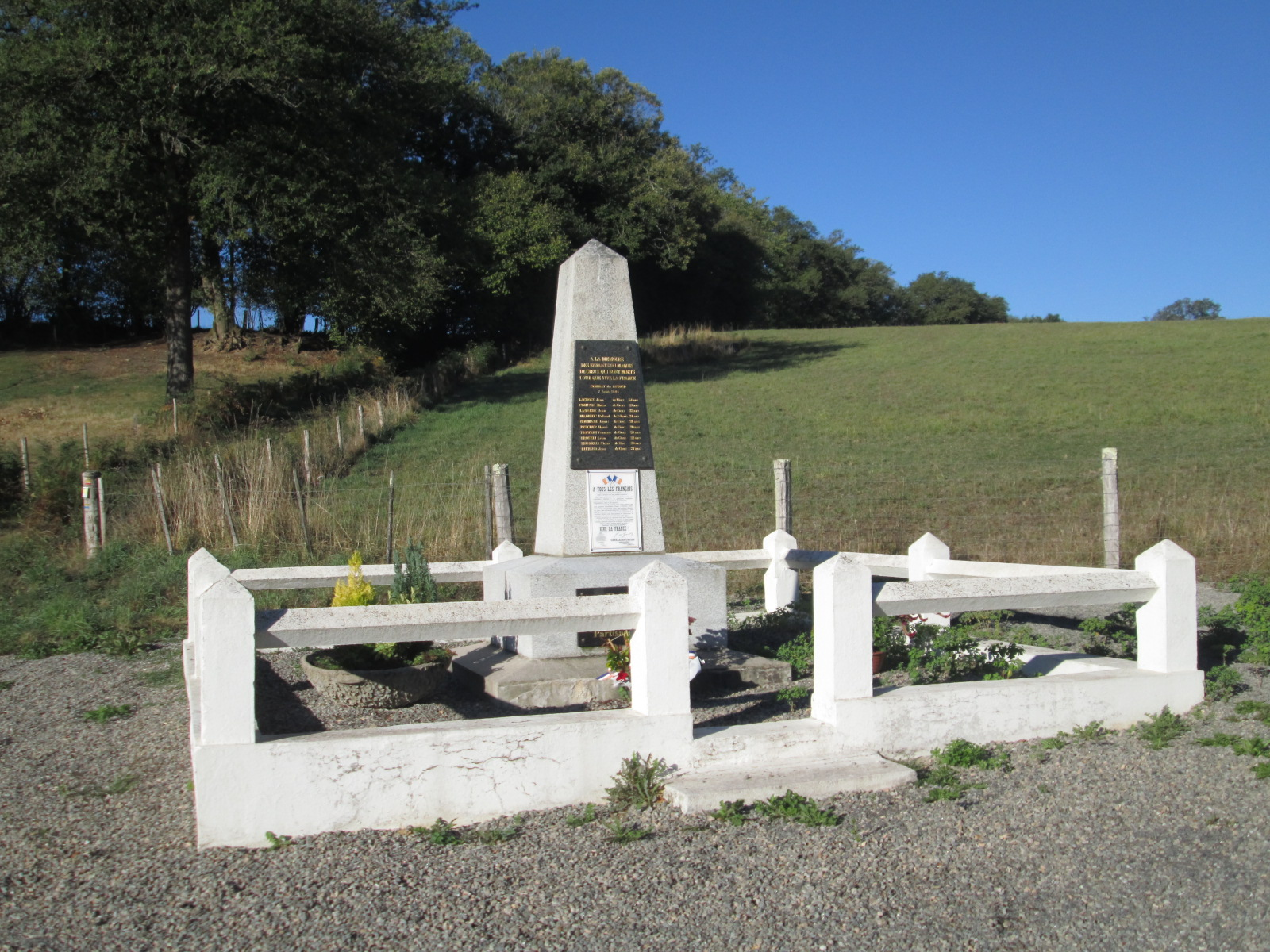
à la mémoire des 10 résistants FTPF tués lors des combats du Rivaud du 7 août 1944

Cieux était sous l'autorité de la famille de Brettes, pendant l'Ancien Régime. Celle-ci résidait au village des Cros. Ce village surplombe la commune. Les différents seigneurs étaient enterrés sous l'église de Cieux. Leurs cercueils ont été découverts au début du XXe siècle. De même, cette église est réputée dans tout le Limousin par le nombre de ces cloches. Elles sont au nombre de quatre. Or, il n'y en a que deux qui fonctionnent, car le clocher se fait vieux. Les cloches ont été retirées du clocher en 1901, afin de les entretenir. Mais avant de retrouver leur place elles ont été bénies. Il existe même un souterrain qui relie l'église aux Cros. La commune regorge de souterrains. Ceux-ci datent essentiellement de la Première Guerre mondiale.
Cieux a été profondément marqué par la Seconde Guerre mondiale.

## Politique et administration

### Liste des maires
| Période                                  | Période    | Identité              | Étiquette | Qualité     |
| ---------------------------------------- | ---------- | --------------------- | --------- | ----------- |
| Les données manquantes sont à compléter. |            |                       |           |             |
| 06/05/1896                               |            | Léonce Perret         |           |             |
| 19/03/1934                               | 10/04/1934 | Jean-Auguste Pailler  |           |             |
| 19 juin 1995                             | mai 2020   | Claude Lebraud        | SE        | Agriculteur |
| 2020                                     | En cours   | Jean-Marie Esclamadon |           |             |

## Démographie
L'évolution du nombre d'habitants est connue à travers les recensements de la population effectués dans la commune depuis 1793. Pour les communes de moins de 10 000 habitants, une enquête de recensement portant sur toute la population est réalisée tous les cinq ans, les populations de référence des années intermédiaires étant quant à elles estimées par interpolation ou extrapolation. Pour la commune, le premier recensement exhaustif entrant dans le cadre du nouveau dispositif a été réalisé en 2006.

En 2022, la commune comptait 1 001 habitants, en évolution de +1,52 % par rapport à 2016 (Haute-Vienne : −0,68 %, France hors Mayotte : +2,11 %).
| 1793  | 1800  | 1806  | 1821  | 1831  | 1836  | 1841  | 1846  | 1851  |
| ----- | ----- | ----- | ----- | ----- | ----- | ----- | ----- | ----- |
| 1 710 | 1 505 | 1 427 | 1 753 | 1 728 | 1 705 | 1 816 | 2 010 | 1 897 |

| 1856  | 1861  | 1866  | 1872  | 1876  | 1881  | 1886  | 1891  | 1896  |
| ----- | ----- | ----- | ----- | ----- | ----- | ----- | ----- | ----- |
| 1 865 | 1 788 | 1 821 | 1 747 | 1 765 | 1 808 | 1 900 | 1 971 | 1 965 |

| 1901  | 1906  | 1911  | 1921  | 1926  | 1931  | 1936  | 1946  | 1954  |
| ----- | ----- | ----- | ----- | ----- | ----- | ----- | ----- | ----- |
| 1 938 | 1 955 | 1 909 | 1 683 | 1 620 | 1 532 | 1 511 | 1 418 | 1 332 |

| 1962  | 1968  | 1975  | 1982 | 1990 | 1999 | 2006 | 2011 | 2016 |
| ----- | ----- | ----- | ---- | ---- | ---- | ---- | ---- | ---- |
| 1 162 | 1 126 | 1 027 | 971  | 943  | 897  | 982  | 948  | 986  |

| 2021  | 2022  | - | - | - | - | - | - | - |
| ----- | ----- | - | - | - | - | - | - | - |
| 1 001 | 1 001 | - | - | - | - | - | - | - |

## Culture locale et patrimoine

### Lieux et monuments

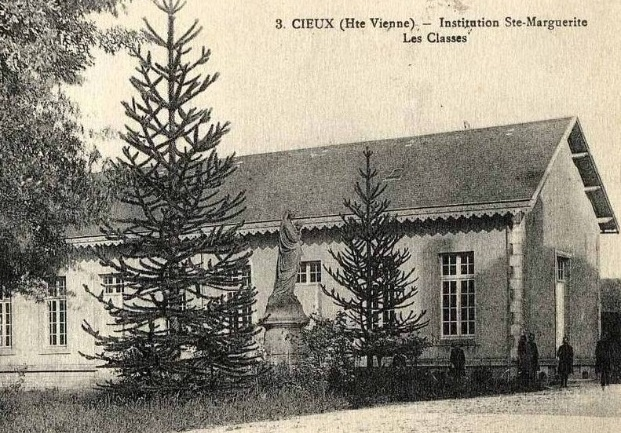
cieux institution privée Ste Marguerite fondée en 1900

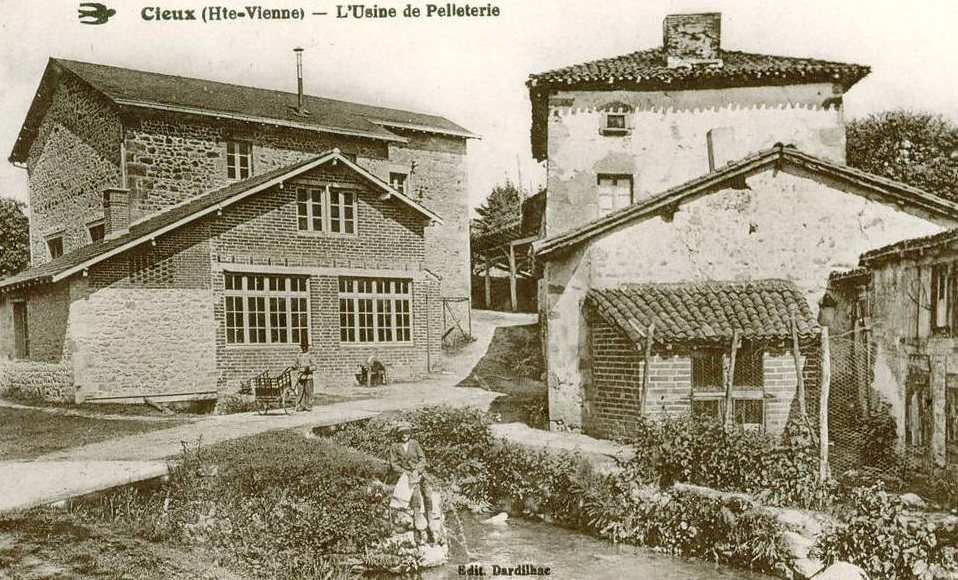
Cieux : usine de pelleterie (Préparation des peaux destinée à les transformer en fourrure).

Sur la commune de Cieux se trouvent plusieurs terrains protégés:
- étang du Brudoux ;
- lande de Ceinturat (espace protégé) dont une partie est ZNIEFF : la lande de Ceinturat ;
- étang de Cieux (ZNIEFF) ;
- étangs de Fromental et chaos rocheux de la roche aux Fées (ZNIEFF).

#### Lande de Ceinturat

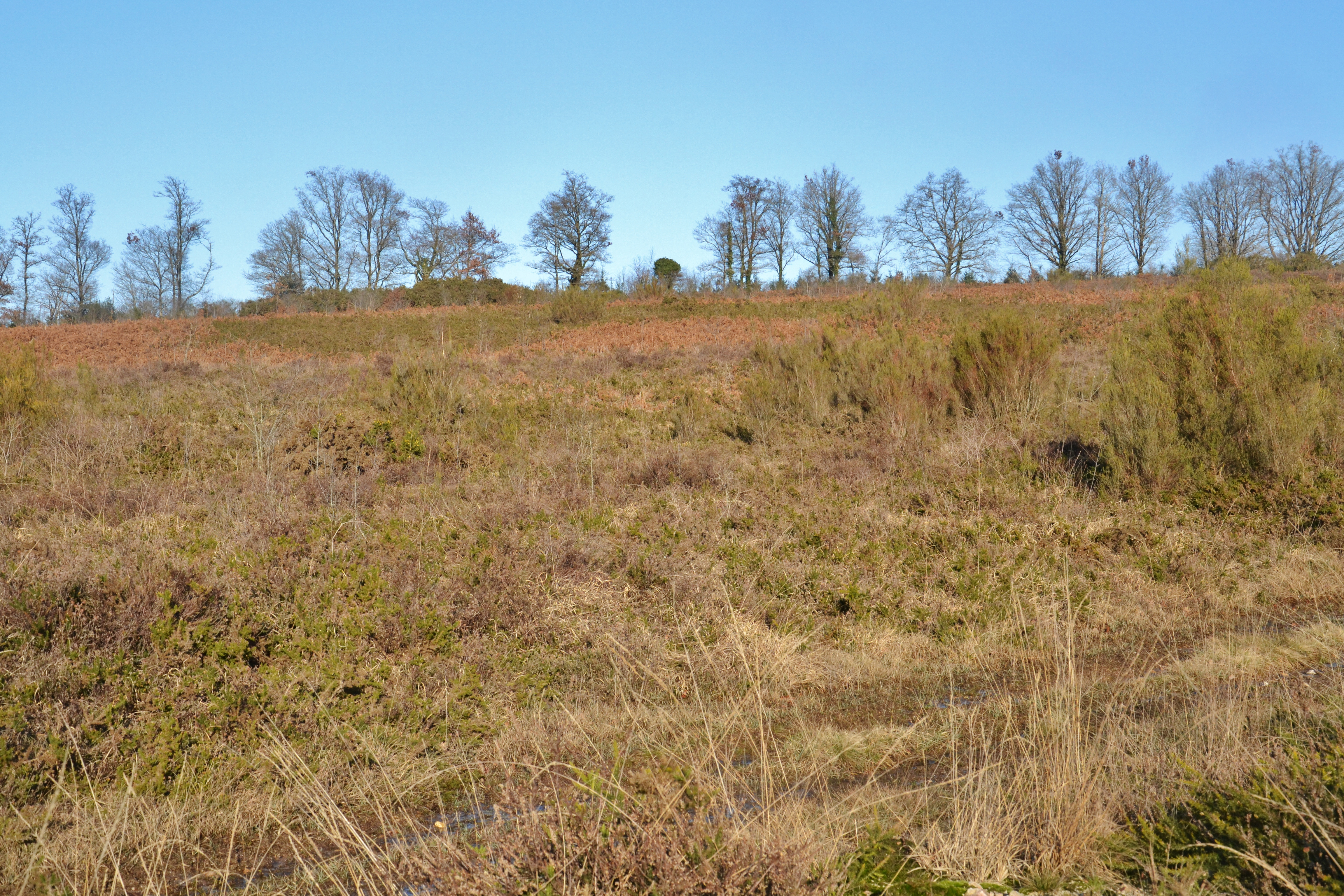
La lande de Ceinturat (partie supérieure).

La lande de Ceinturat (aussi écrit Cinturat) d'une trentaine d'hectares appartenant à l'ensemble des monts de Blond est une formation végétale située entre 300 et 350 mètres d'altitude constituée de plantes ligneuses de petite taille, essentiellement de bruyères, ajoncs, genêts. Elle est caractéristique des landes atlantiques par ses dépressions humides et ses pentes drainées à l'origine d'une forte diversité de formations végétales.
Ce site est une ZNIEFF de type 1 protégée par arrêté préfectoral du 12 janvier 1993.
Particularités du site
- Géologie : sol podzolique en haut de pente et un sol lessivé de plus en plus hydromorphe en bas de pente.
- Flore : Drosera intermedia (Droséra intermédiaire, protégée en France) ; Drosera rotundifolia (Droséra à feuilles rondes, protégée en France) ; Rhynchospora fusca (Rhynchospore brun, protégé en Limousin) ; Erica scoparia (Bruyère à balais, protégée en Creuse).
- Faune : Busard Saint-Martin, Engoulevent d'Europe, Criquet à deux tâches, Miroir (papillon), Bondrée apivore, Traquet pâtre, Bruant jaune, Pipit des arbres.

#### Étangs de Fromental  et rocher aux Fées
Les étangs de Fromental et le chaos rocheux de la Roche aux Fées sont protégés par l'arrêté du 5-10-1977. La protection concerne les étangs de Fromental, l'étang Pas de l'Ane (appelé aussi étang des Fées) et le rocher aux Fées.

#### Menhirs
- Menhir de Ceinturat[25] : il est classé monument historique et date du Néolithique. Il s’agit du plus grand menhir de Haute-Vienne. Sa hauteur au-dessus du sol est de 5,10 mètres et il est enterré de 2 mètres.
- Menhir d'Arnac[26] : il est inscrit aux monuments historiques et date du Néolithique. Il s’agit d’un menhir de 3,20 mètres qui présente une centaine de cupules et de signes gravés (croix).

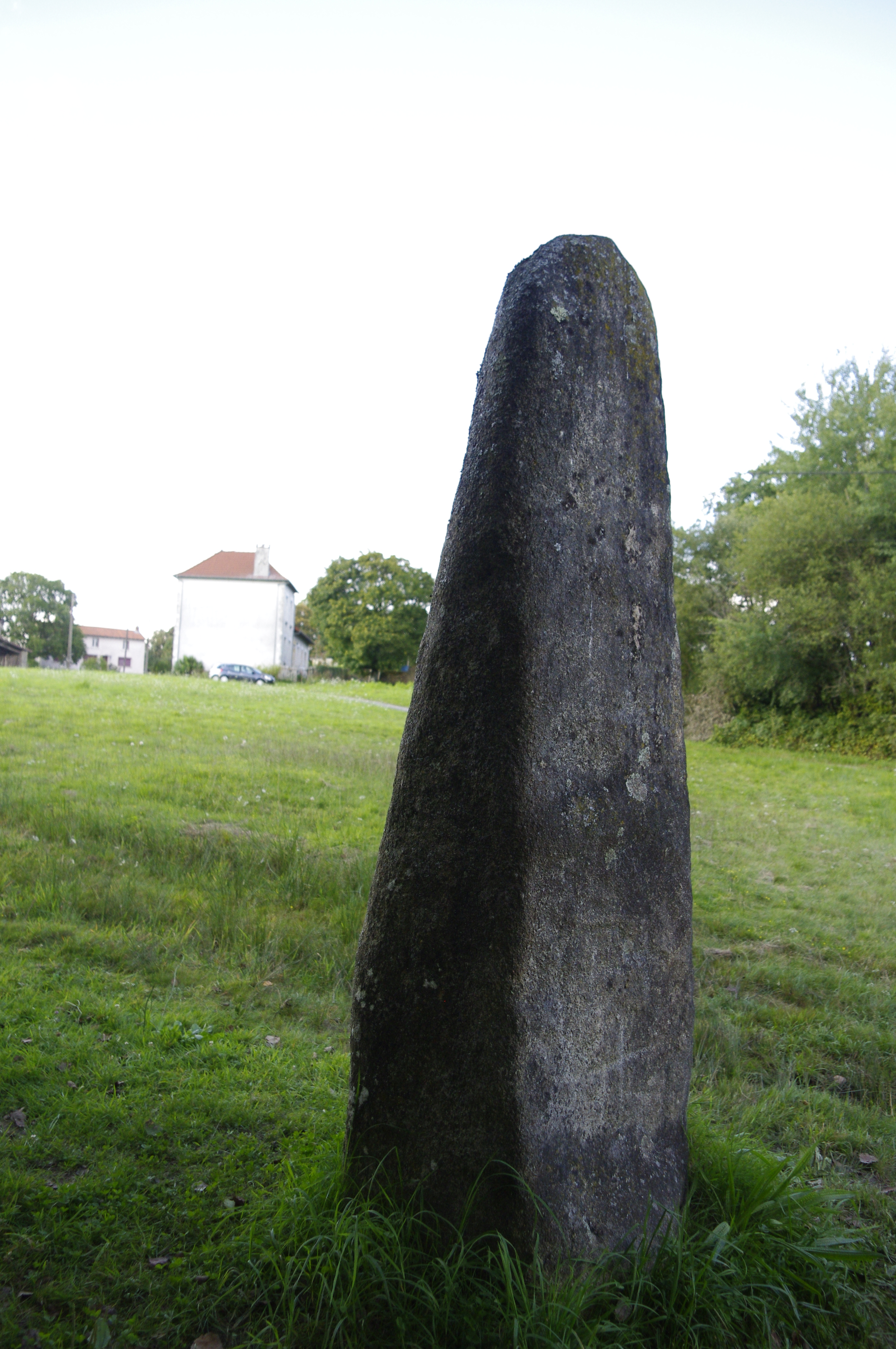
Menhir d'Arnac.
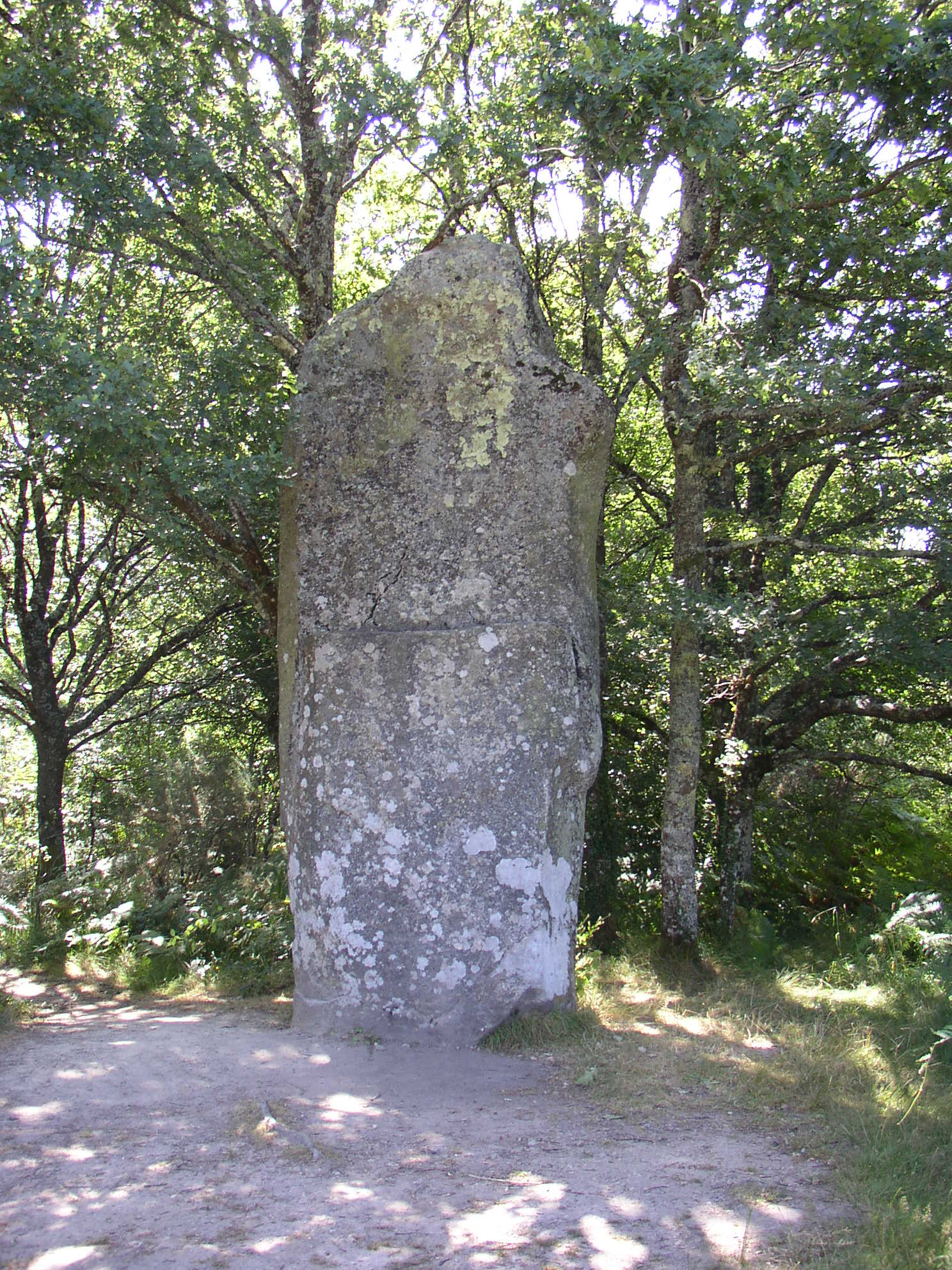
Menhir de Ceinturat.

#### Dolmen des Termisseaux

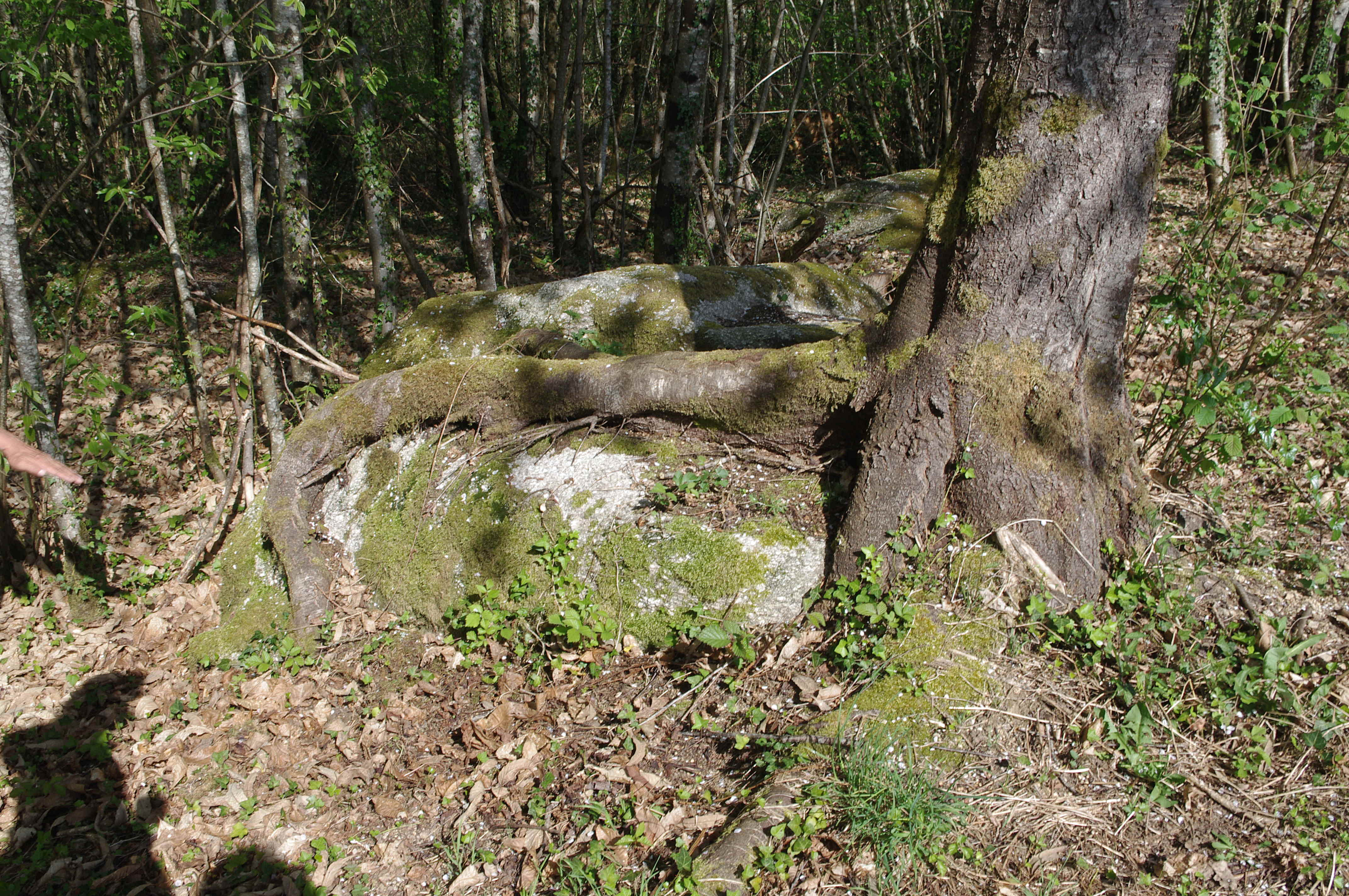
Pierres à proximité du dolmen des Termisseaux.

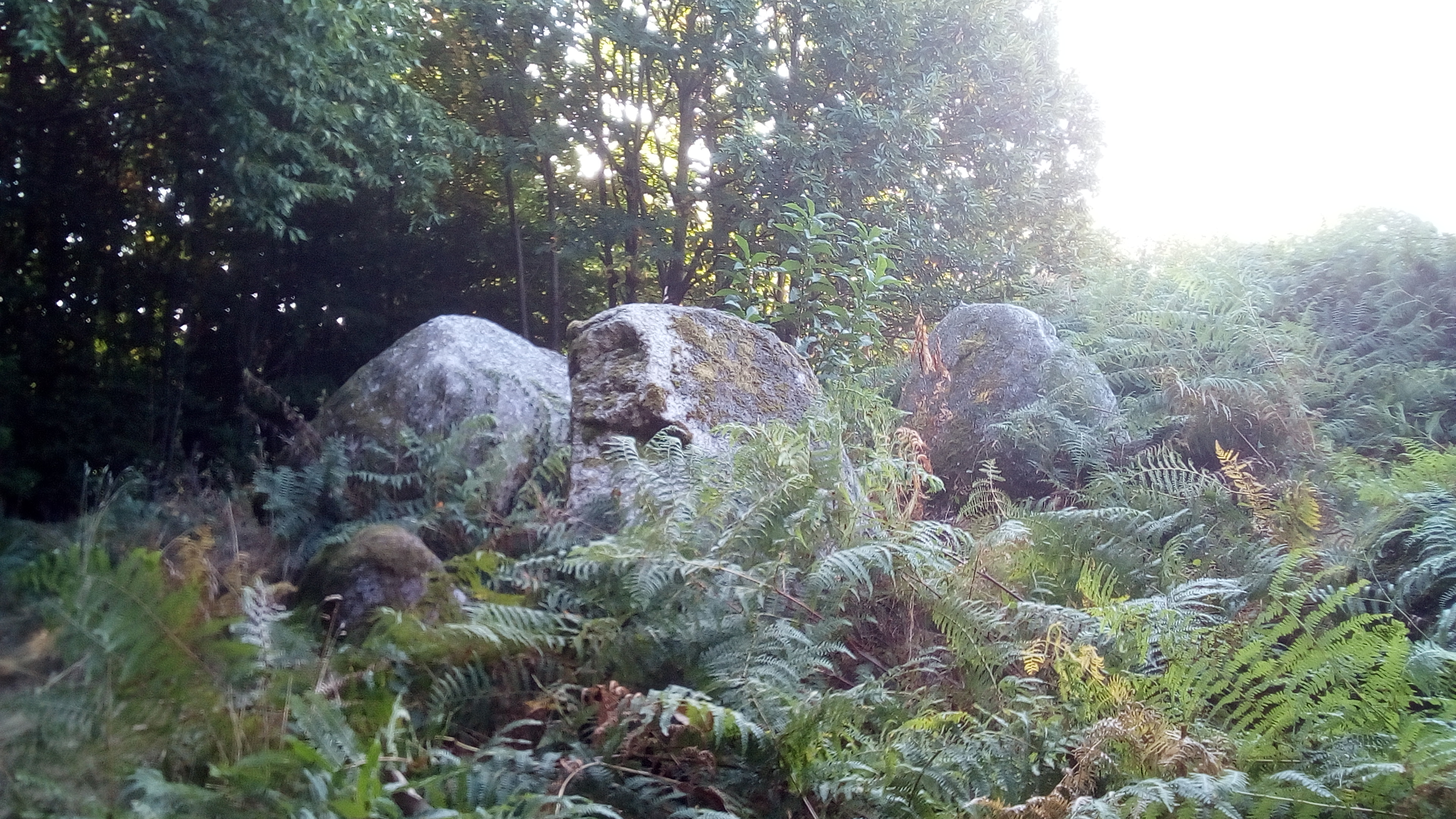
Pierres éparpillées du dolmen des Termisseaux.

Dolmen en ruine avec sa table brisée d'environ 8 mètres de circonférence.

#### Chapelle du Bois-du-Rat
La chapelle du Bois-du-Rat a été édifiée au XIIe siècle.

#### Ancienne colonie du Four
La colonie du Four, due à l'architecte Roland Schweitzer, a été construite en 1971-1972 à Villeforceix pour le Comité des œuvres laïques de vacances d’enfants et d’adolescents du département de la Seine. En usage jusque vers la fin des années 1980, elle a été désaffectée en 1995. Elle est aujourd’hui une propriété privée. Elle a été labellisée Patrimoine du XXe siècle par arrêté du 21 janvier 2008.
Institut Sainte-Marguerite
En 1900, le chanoine Roby crée sur les terres de sa famille l'institut Sainte-Marguerite, dont la gestion est confiée aux religieuses des Filles de la Sagesse. Elles seront remplacées peu après par les Ursulines de Chavagnes en Paillers. Pendant la Première Guerre mondiale, l'école est transformée en hôpital pour les blessés du front. Des jeunes filles juives seront cachées par les Sœurs lors de la Seconde Guerre mondiale, avant l'occupation du bâtiment par les Allemands. En 1966, l'établissement devient mixte (une école, un collège, 90 internes, une garderie). Le collège fermera en 1988 et l'école en 2000. Les bâtiments rachetés par la mairie accueillent une école privée d'agriculture (spécialisée dans les eaux et forêts) jusqu'en 2011, puis une école privée Montessori jusqu'en 2015.

### Personnalités liées à la commune
- Jean-Baptiste Dalesme (1763-1832), général de brigade, membre du Corps législatif sous le Consulat, baron d'Empire, gouverneur de l'île d'Elbe, commandant de l'Hôtel des Invalides.
- André Raynaud (1904-1937), coureur cycliste français.

### Héraldique
|  | Les armoiries de Cieux se blasonnent ainsi : D'azur à la divise d'or accompagnée en chef d'un lion léopardé d'or et en pointes de six besants d'or, ordonnés 3, 2 et 1. Pierre Boyol, écuyer était seigneur de Cieux en 1582. |